# Kostoľany nad Hornádom
Kostoľany nad Hornádom è un comune della Slovacchia facente parte del distretto di Košice-okolie, nella regione di Košice.